# Contrarimesus curtispinis
Contrarimesus curtispinis är en kräftdjursart som först beskrevs av Brandt 1992.  Contrarimesus curtispinis ingår i släktet Contrarimesus och familjen Ischnomesidae. Inga underarter finns listade i Catalogue of Life.